# Johannes Wallerius (1673–1720)
Johannes Wallerius, född 27 januari 1673 i Hällestads församling, Östergötlands län, död 22 januari 1720 i Hällestads församling, Östergötlands län, var en svensk präst.

## Biografi
Wallerius föddes 27 januari 1673 i Hällestads församling. Han var son till kyrkoherden Johannes Wallerius och Elisabeth Loftander. Wallerius började sina studier i Linköping och blev 24 september 1687 student vid Uppsala universitet. Han blev 10 december 1700 filosofie magister. Wallerius blev 30 april 1703 rektor vid Västerviks trivialskola. Han prästvigdes 12 maj 1704 och blev 1 augusti 1706 kyrkoherde i Örtomta församling. 1706 blev han även prost. Wallerius blev 1710 kyrkoherde i Hällestads församling. Han avled 22 januari 1720 i Hällestads församling och begravdes 5 juli samma år.
Ett porträtt av honom förstördes vid Hällestads kyrkas brand 1893.

### Familj
Wallerius gifte sig 6 juni 1706 med Brita Lysing (1676–1761). Hon var dotter till kyrkoherden Andreas Lysing och Emerentia Rydelius i Kvillinge församling.